# Kübelsbachschlucht

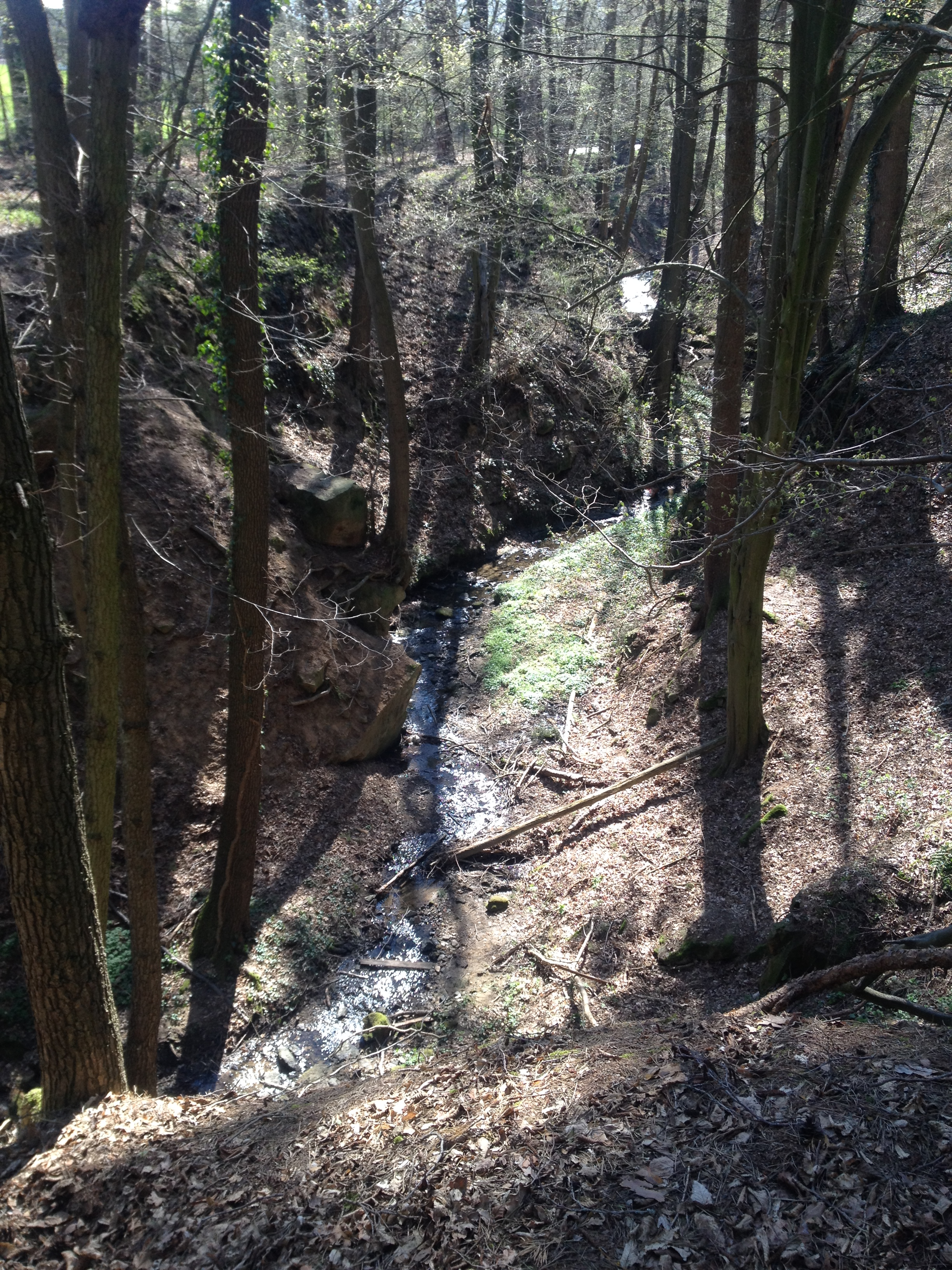
Blick in Quellrichtung der Kübelsbachschlucht

Die Kübelsbachschlucht (teilweise auch Käswasserschlucht genannt) ist eine Schlucht westlich der Marktgemeinde Eckental und östlich der Gemeinde Kalchreuth im mittelfränkischen Landkreis Erlangen-Höchstadt.
Der Kübelsbach, der zusammen mit dem Altbach als Geroldsbach in die Schwabach mündet, hat in einem kleinen Waldstück zwischen dem Eckentaler Gemeindeteil Oberschöllenbach und dem Kalchreuther Gemeindeteil Röckenhof sein Bachbett in die Schichten des früheren Schwarzjura-Meeres geschnitten. Überall wo das fließende Wasser die festeren Schichten einmal durchbrechen konnte, räumte es die weicheren Zwischenschichten weg, bis es auf die nächste härtere Schicht stieß. In der Folge haben sich dort zahlreiche kleinere Wasserfälle gebildet.

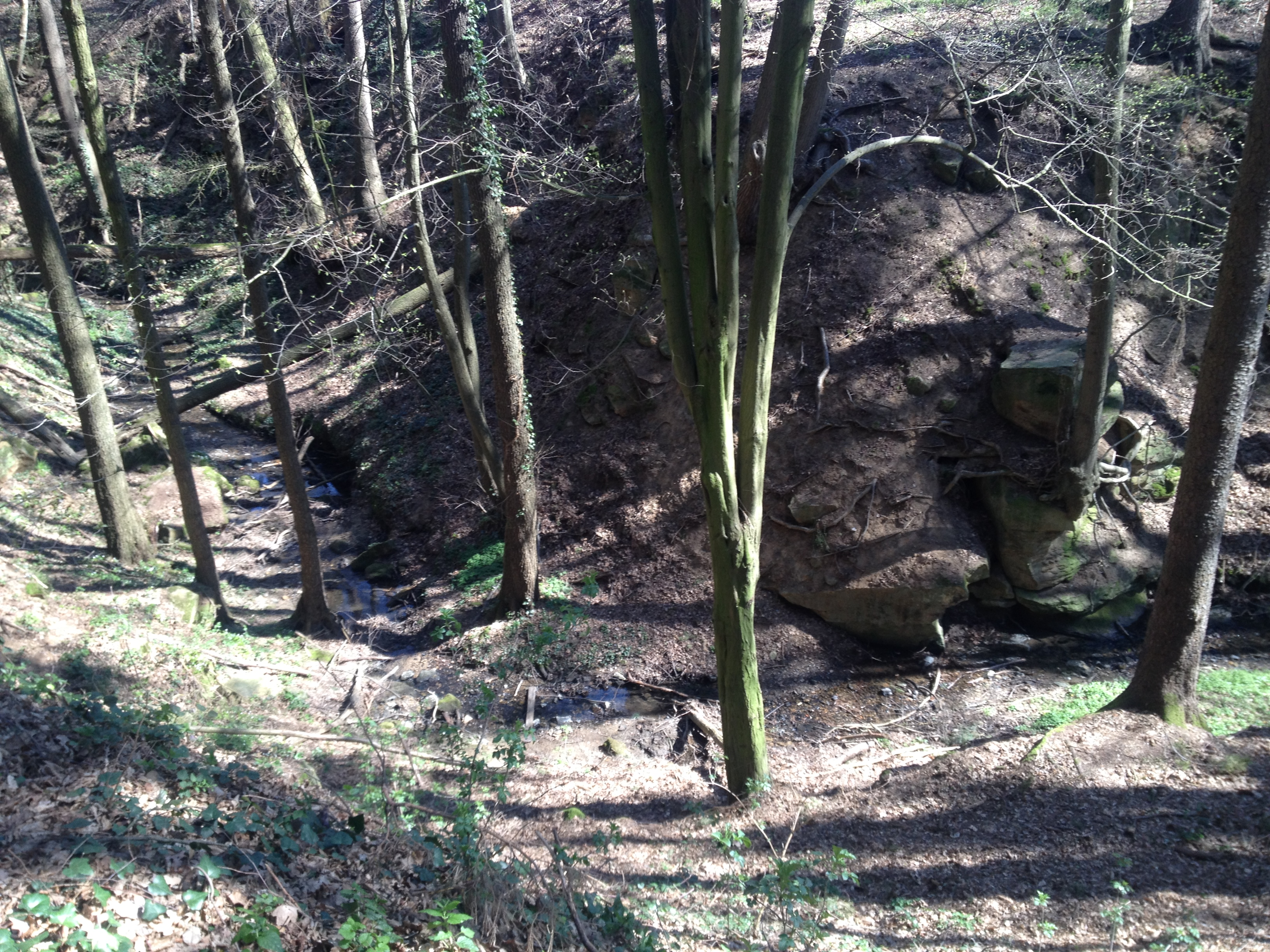
Blick in die Kübelsbachschlucht vom Eckentaler Spazierweg Nr. 1

Am beeindruckendsten ist die Erscheinung unweit der Brücke über den Kübelsbach an der Ortsverbindung zwischen Oberschöllenbach und Röckenhof, wo sich ein Blick in die imposante Rhätsandsteinschlucht auftut, die die unterschiedlichen Erdschichten des früheren Schwarzjura-Meeres offenbart.
Die Kübelsbachschlucht ist Teil des Eckentaler Spazierweges Nr. 1 (roter Punkt), der im Jahr 2018 neu markiert und kartiert wurde, sowie der 4. Genusswanderung des "Kalchreuther Wanderhimmels" unter dem Titel "Hinab in die Tiefen des Schwarzjura-Meeres".

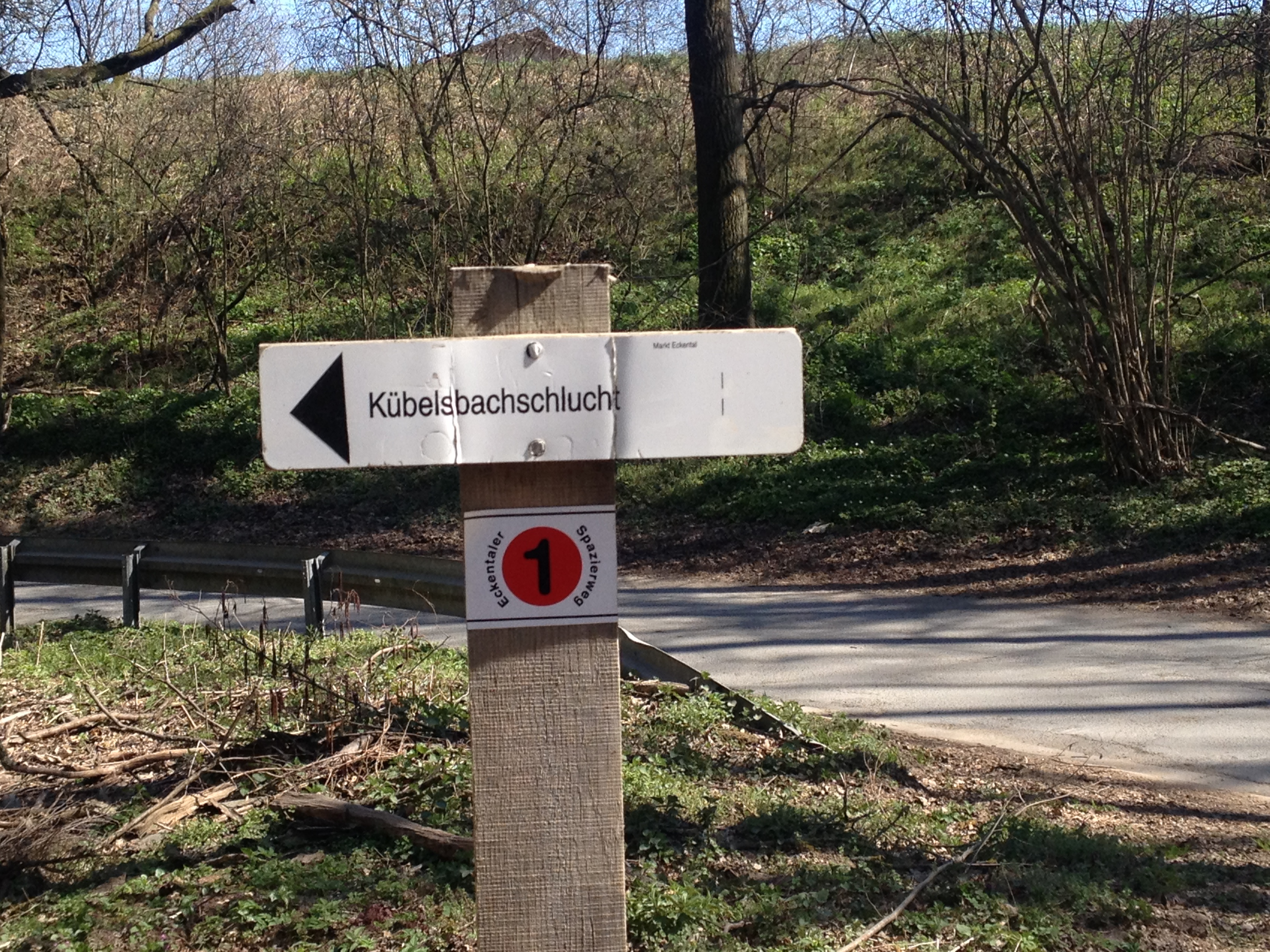
Wegmarkierung mit Hinweis Kübelsbachschlucht